# Cele Abba
Celestina Abba (* 25. Mai 1906 in Mailand; † 1. Januar 1992 ebenda) war eine italienische Theater- und Filmschauspielerin.

## Leben
Abba war die zweite Tochter des Mailänder Händlers Pompeo Abba und dessen Gattin Giuseppina Trabucchi, einer gut situierten Familie im örtlichen Bürgertum. An der Seite ihrer Schwester Marta debütierte sie 1927 in der „Compagnia Pirandelliana“, die unter dem Regisseur Luigi Pirandello agierte. 1929 wurde sie zur zweiten Dame bei „Za-Bum“, dann spielte sie mit Renzo Ricci, Irma Gramatica und Luigi Carini. 1933 spielte sie in Florenz unter Max Reinhardt, dann als erste Dame bei Aristide Baghetti. Ab 1936 war sie dann in Komödien mit Antonio Gandusio zu sehen, dann mit Annibale Ninchi und Guglielmina Dondi. Nach einem Engagement bei der Compagnia Grandi Spettacoli Forzano und 1940/1941 bei der Revue Ultima edizione ließ sie ihre Karriere, die auch Arbeiten beim Radio und vier Nebenrollen in Filmen umfasste, ausklingen.
Beide Schwestern waren einander verbunden und lebten lange Zeit mit ihrer Mutter in der Villa Trovarsi in Fauglia, bis Marta Abba 1938 sich verehelichte. Danach richtete sich Cele in San Remo ein, wo sie bis in die 1960er Jahre lebte, bevor sie zurück in ihre Geburtsstadt Mailand zog.

## Filmografie
- 1933: Il caso Haller
- 1935: Passaporto rosso
- 1942: Le vie del cuore
- 1943/45: La carne e l’anima